# Ozarba epimochla
Ozarba epimochla là một loài bướm đêm trong họ Noctuidae.